# I Am Shelby Lynne
I Am Shelby Lynne è il sesto album in studio di Shelby Lynne, pubblicato il 10 aprile 1999 nel Regno Unito e il 25 gennaio 2000 negli Stati Uniti. Dopo diversi anni di risultati poco brillanti dalla registrazione di vari stili di musica country a Nashville e dintorni, Lynne ha scritto e registrato questo album a Palm Springs, in California, incorporando testi confessionali con elementi musicali di blues e rock and roll. Lynne ha collaborato a questo album con il produttore Bill Bottrell, che aveva precedentemente lavorato con Sheryl Crow al suo album di debutto, Tuesday Night Music Club.
L'album è considerato il lavoro di rottura di Lynne e il suo capostipite, con il quale ha ricevuto il suo primo premio Grammy Awards in carriera come migliore nuovo artista del 2000. Il premio è arrivato più di un decennio dopo l'album di debutto di Lynne, Sunrise del 1989.
Scrivendo per AllMusic, Stephen Thomas Erlewine ha descritto l'album come un segno della reinvenzione di Lynne a se stessa come una "cantante dura e sexy", paragonandola a Bonnie Raitt e Sheryl Crow. Ha elogiato la produzione dell'album di Bill Bottrell e ha detto che Lynne "alla fine suona a suo agio sui suoi testi e sulla sua voce", e che con questo album ha "finalmente [trovato] il suo ritmo".

## Tracce
1. Your Lies – 2:54 (Bill Bottrell, Shelby Lynne)
2. Leavin' – 3:11 (Lynne)
3. Life Is Bad – 3:18 (Bottrell, Roger Fritz, Lynne)
4. Thought It Would Be Easier – 3:55 (Bottrell, Lynne)
5. Gotta Get Back – 3:37 (Bottrell, Lynne, Dorothy Overstreet)
6. Why Can't You Be? – 4:19 (Bottrell, Lynne)
7. Lookin' Up – 3:28 (Bottrell, Lynne)
8. Dreamsome – 4:12 (Jay Joyce, Lynne, Overstreet)
9. Where I'm From – 3:49 (Bottrell, Lynne)
10. Black Light Blue – 3:23 (Bottrell, Lynne)